# 로부스타 커피

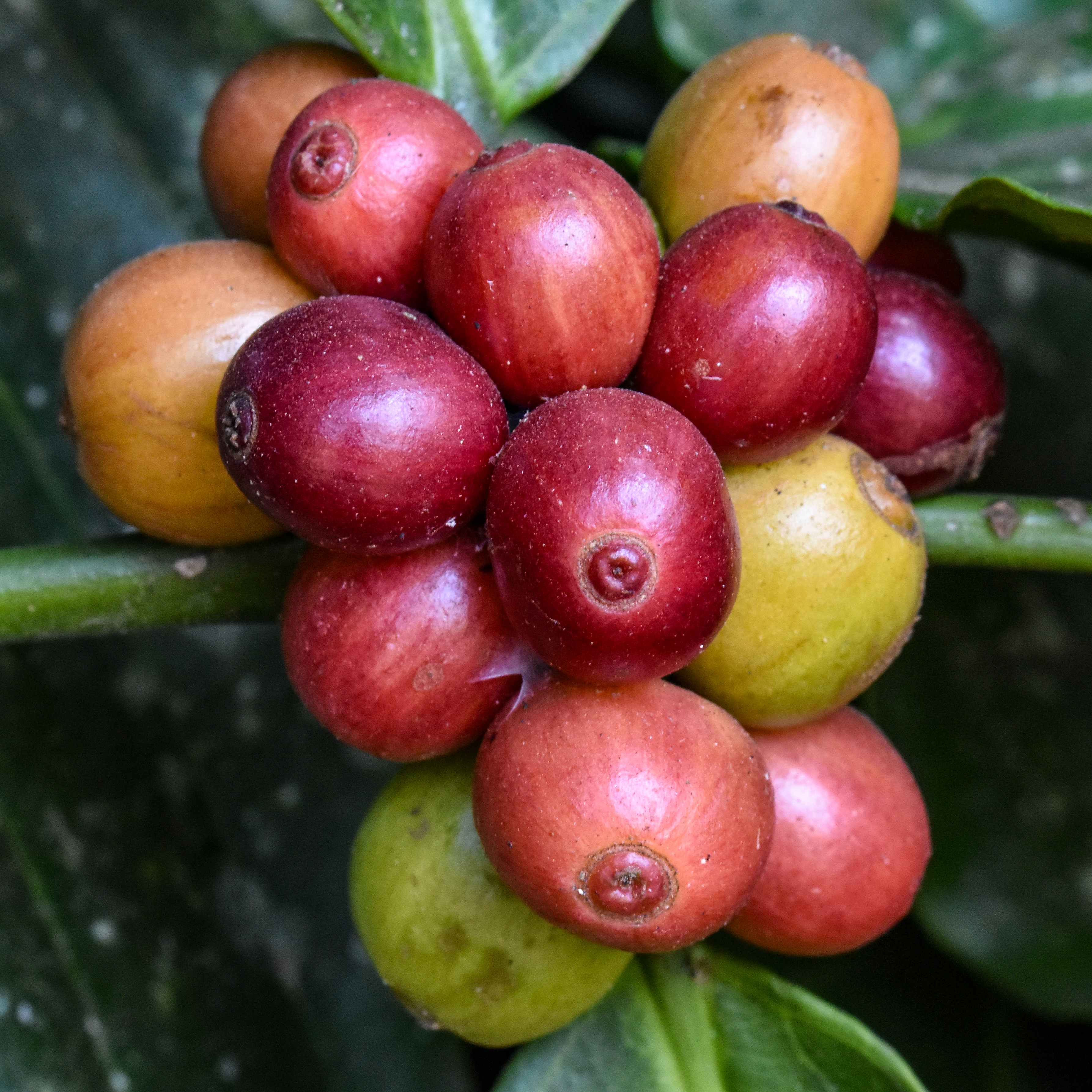

로부스타 커피(robusta coffee) 또는 코페아 카네포라(Coffea canephora)는 사하라 이남 아프리카 중서부가 원산지인 커피 식물 종이다. 꼭두서니과(Rubiaceae)에 속하는 속씨식물이다. 코페아 로부스타(Coffea robusta)로 널리 알려져 있지만, 과학적으로는 코페아 카네포라(Coffea canephora)로 분류되며, 로부스타(robusta)와 응간다(nganda) 두 가지 주요 품종이 있다.
코페아 로부스타는 전 세계 커피 생산량의 40%에서 45%를 차지하며, 나머지는 커피나무(Coffea arabica)가 대부분을 차지한다. 커피나무와 코페아 로부스타의 커피콩 구성에는 몇 가지 차이점이 있다. 코페아 로부스타의 원두는 커피나무 원두에 비해 산도가 낮고, 쓴맛이 강하며, 나무 향이 강하고 과일 향이 적다. 코페아 카네포라는 대부분 인스턴트 커피에 사용된다.

## 같이 보기
- 커피나무